# Bücherei des Marxismus-Leninismus
Die Bücherei des Marxismus-Leninismus ist eine monografische Reihe, die in Ost-Berlin im Dietz-Verlag erschien. Der erste Band erschien 1948. Die in unregelmäßiger Folge erschienenen Bände enthielten Schriften von Marx, Engels, Lenin, Stalin, Mehring, Plechanow, Kalinin und anderen. Bis Anfang der 1960er Jahre erschienen über 60 Bände in der Reihe, teils mehrfach aufgelegt, auch später. Was tun? (Čto delat'? [dt.]) von W. I. Lenin beispielsweise erschien 1988 in 21. Auflage.

Die Bände der Buchreihe trugen wechselweise Abbildungen der Köpfe von Marx, Engels, Lenin und Stalin auf ihrem Buchdeckel.

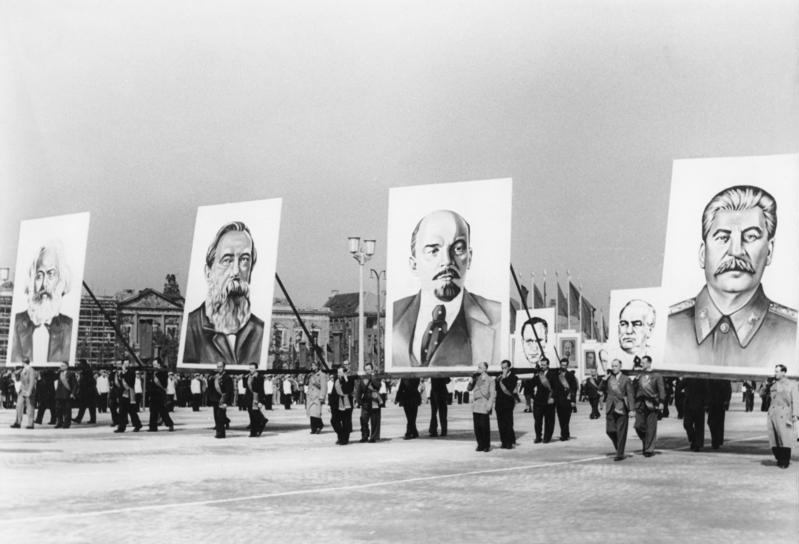
Die „Schöpfer“ des Marxismus-Leninismus: Marx, Engels, Lenin und Stalin (Demonstration zum 1. Mai 1953, Ost-Berlin)

Der Titel des 20. Bandes (Zur Geschichte der bolschewistischen Organisationen in Transkaukasien. 1950) von Lawrenti Beria wurde nach der Hinrichtung Berias durch einen anderen ersetzt (Kritik des Gothaer Programms von Karl Marx. Mit Schriften u. Briefen von Marx, Engels u. Lenin zu d. Programmen d. dt. Sozialdemokratie, Programmdokumente. 1955).
Hans Baltzer zeichnete für die Reihe die Umschlagvignette.

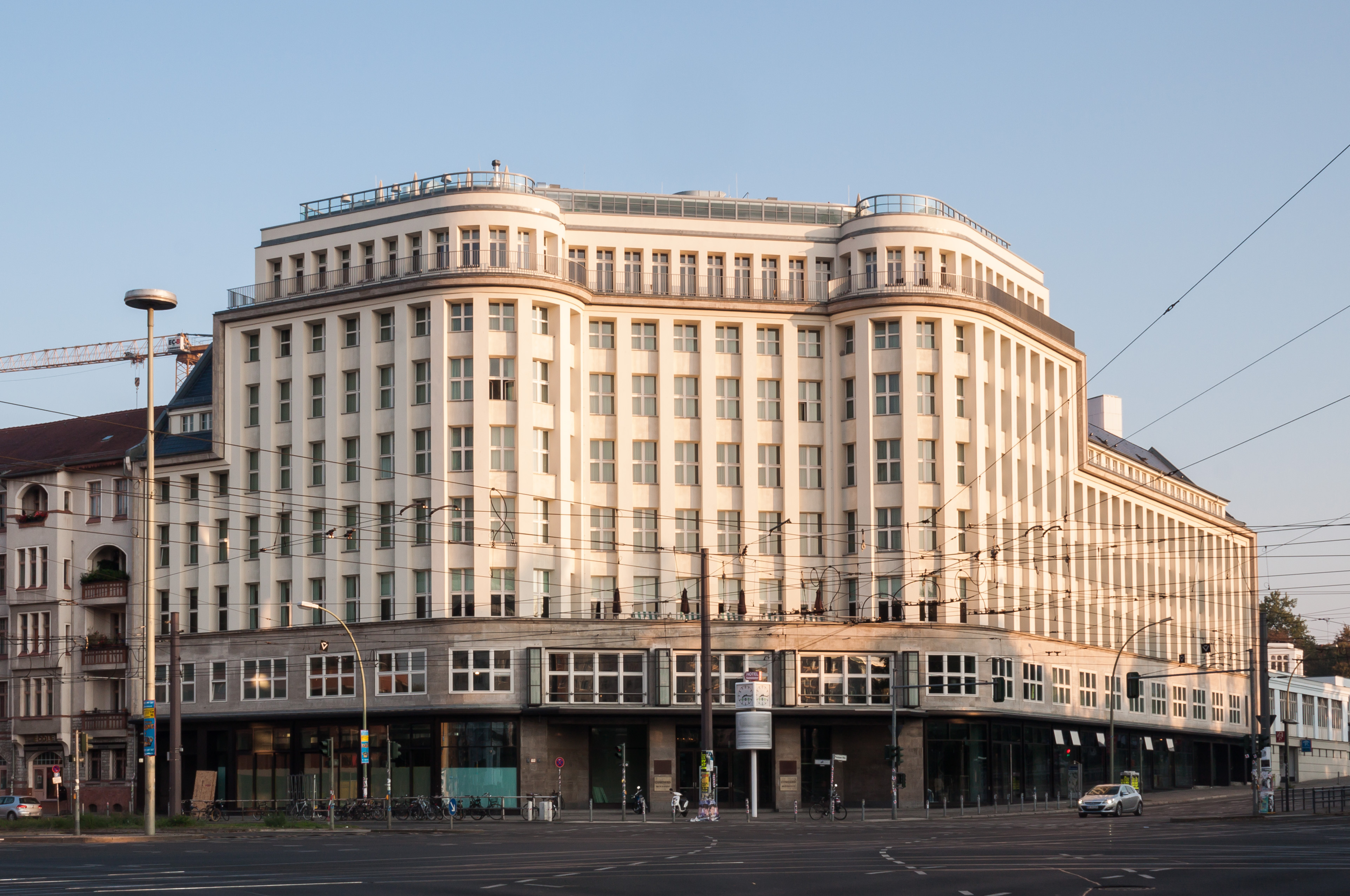
Ehemaliges Kaufhaus Jonaß, von 1959 bis 1990 Sitz des Instituts für Marxismus-Leninismus beim Zentralkomitee der SED

## Bände
Die folgende Übersicht erhebt keinen Anspruch auf Aktualität oder Vollständigkeit (Angaben zu den Ausgaben erfolgen nicht durchgehend nach der 1. Auflage):
- 1 Manifest der Kommunistischen Partei. Marx, Karl und Friedrich Engels:  Verlag: Berlin : Dietz, 1954, 1968 30. Aufl. Inhalt: Vorbemerkung, VORWORTE: [Zu den deutschen Ausgaben] I [1872] II [1883] III [1890]. [Zu den Ausgaben in anderen Sprachen] I Vorrede [zur zweiten russischen Ausgabe, 1882] II Vorrede [zur englischen Ausgabe, 1888] III Vorwort [zur dritten polnischen Ausgabe, 1892] IV Vorrede [zur italienischen Ausgabe, 1893] MANIFEST DER KOMMUNISTISCHEN PARTEI: I. Bourgeois und Proletarier, II. Proletarier und Kommunisten, III. Sozialistische und kommunistische Literatur, 1. Der reaktionäre Sozialismus, a) Der feudale Sozialismus, b) Kleinbürgerlicher Sozialismus, c) Der deutsche oder der wahre" Sozialismus, 2. Der konservative oder Bourgeoissozialismus, 3. Der kritisch-utopische Sozialismus und Kommunismus, IV. Stellung der Kommunisten zu den verschiedenen oppositionellen Parteien, Anhang: 1. [Entzifferung der einzigen erhaltenen Originalseite des Entwurfs zum Manifest der Kommunistischen Partei"] 2. [Planentwurf zum dritten Abschnitt des Manifests der Kommunistischen Partei"] 3. Verzeichnis aller von Marx und Engels besorgten und autorisierten Ausgaben des Manifests der Kommunistischen Partei" 1. Ausgaben in deutscher Sprache, 2. Ausgaben in anderen Sprachen, Register, Anmerkungen, Personenverzeichnis, Geographische Namen, Illustrationen: Karl Marx im Jahre 1880, Friedrich Engels im Jahre 1880, Titelblatt der von Engels autorisierten englischen Ausgabe des Manifests der Kommunistischen Partei" von 1888, Titelseite der letzten Ausgabe des Kommunistischen Manifests" (1890), die Friedrich Engels besorgte, Umschlagseite der ersten Ausgabe des Manifests der Kommunistischen Partei", London 1848 (23seitige Ausgabe) Einzige erhaltene Seite des Originalentwurfs von Marx zum Manifest der Kommunistischen Partei"
- 2 Das Elend der Philosophie. Antwort auf Proudhons Philosophie des Elends. Marx, Karl. 1952
- 3 Herrn Eugen Dührings Umwälzung der Wissenschaft (Anti-Dühring). Engels, Friedrich. 1953
- 4 Lenin, Wladimir Iljitsch: Aus dem philosophischen Nachlass. Exzerpte und Randglossen. 1949 Inhalt: Vorwort zur zweiten deutschen Ausgabe von Viktor Stern, Zur Kritik des Hegeischen Buches: Wissenschaft der Logik", 1914: Vorrede zur ersten Ausgabe, Vorrede zur zweiten Ausgabe, Einleitung: Allgemeiner Begriff der Logik, I. Zur Kritik des ersten Buches der Wissenschaft der Logik" von Hegel: Die Lehre vom Sein" , Das Sein, Erster Abschnitt: Qualität, Zweiter Abschnitt: Quantität, Dritter Abschnitt: Das Maß, II. Zur Kritik des zweiten Buches der Wissenschaft der Logik" von Hegel: Die Lehre vom Wesen" , Erster Abschnitt: Das Wesen, Zweiter Abschnitt: Die Erscheinung, Dritter Abschnitt: Die Wirklichkeit, III. Zur Kritik des dritten Buches der Wissenschaft der Logik" von Hegel: Wissenschaft der subjektiven Logik oder die Lehre vom Begriff" , Vom Begriff im allgemeinen, Erster Abschnitt: Die Subjektivität, Zweiter Abschnitt: Die Objektivität, Dritter Abschnitt: Die Idee, Allgemeine Bemerkungen, Zur Kritik der Vorlesungen Hegels über die Philosophie der Geschichte. 1914-1915 Bern: Hegels Werke, Bd. IX. Vorlesungen über die Philosophie der Geschichte. 1837, Hegel über die Weltgeschichte, Zur Kritik der Vorlesungen Hegels über die Geschichte der Philosophie. 1915 Bern: Einleitung, Band I Hegels Geschichte der Philosophie: Philosophie der lonier, Pythagoreische Philosophie, Die eleatische Schule, Philosophie des Heraklit, Philosophie des Leukipp, Philosophie des Demokrit, Philosophie des Anaxagoras, Band II der Geschichte der Philosophie: Philosophie der Sophisten, Philosophie des Sokrates, Sokratike, Philosophie des Plnto, Philosophie des Aristoteles, Philosophie der Stoiker, Philosophie des Epikur, Philosophie der Skeptiker, Band III der Geschichte der Philosophie (Ende der griechischen Philosophie, mittelalterliche und neue Philosophie bis Schelling, S. 1 bis 692) Berlin 1836, Plan der Dialektik (Logik) Hegels. 1915 Bern, Über das Buch G. Noels: La Logique de Hegel". 1915 Genev, Zur Kritik des Lassajleschen Buches: Die Philosophie Herakleitos des .Dunklen von Ephesos". 1915 oder 1916 Bern, Zur Frage der Dialektik. 1915 oder 1916 Bern, Kritische Bemerkungen zur Metaphysik" des Aristoteles. 1915 oder 1916 Bern, Kritische Bemerkungen zu Feuerbachs: Vorlesungen über das Wesen der Religion" , Kritische Bemerkungen zu Feuerbachs Leibniz". 1914 Bern, Anhang: Anmerkungen, Fremdworterklärung, Namenverzeichnis, Sachregister.
- 5 Revolution und Konterrevolution in Deutschland. Engels, Friedrich. 3. Aufl. 1953. 167 S.
- 6 Materialismus und Empiriokritizismus kritische Bemerkungen über eine reaktionäre Philosophie. Vladimir I. Lenin. 1949
- 7 Der Bürgerkrieg in Frankreich : Adresse des Generalrats der internationalen Arbeiterassoziation - Vermehrt durch die beiden Adressen des Generalrats über den deutsch-französischen Krieg u. durch eine Einl. von Friedrich Engels. Marx, Karl und Friedrich Engels. 1949
- 8 Die Revolution von 1848. Auswahl aus der "Neuen Rheinischen Zeitung". Bücherei des Marxismus-Leninismus Band 8  Marx, Karl und Friedrich Engels. 1953
- 9 Über den Großen Vaterländischen Krieg der Sowjetunion. Reden, Ansprachen und Befehle. Bücherei des Marxismus-Leninismus, Band 9. Organisationsausgabe für die FDJ. Stalin, Josef Wissarionowitsch. Reden und Befehle von 1941 bis 1945
- 10 Zwei Taktiken der Sozialdemokratie in der demokratischen Revolution / W. I. Lenin. 1949
- 11 Der Ursprung der Familie, des Privateigentums und des Staats. Im Anschluss an Lewis H. Morgans Forschungen.  Engels, Friedrich:. 1951
- 12 Geschichte der Kommunistischen Partei der Sowjetunion. (verschiedene Ausgaben mit 548 und 968 Seiten)
- 13 Lenin: Was tun? Brennende Fragen unserer Bewegung
- 14 Lenin: Der Imperialismus als höchstes Stadium des Kapitalismus. 1950
- 15 Zur Kritik der politischen Ökonomie. Marx, Karl. 1951
- 16 Engels: Der deutsche Bauernkrieg. Engels, Friedrich. 1951 Inhalt: Zur vorliegenden Ausgabe, Vorbemerkung von Friedrich Engels, Der deutsche Bauernkrieg: I. Die ökonomische Lage und der soziale Schichtenbau Deutschlands, II. Die großen oppositionellen Gruppierungen und ihre Ideologien Luther und Münzer, III. Vorläufer des großen Bauernkrieges zwischen 1476 und 1517, IV. Der Adelsaufstand, V. Der schwäbisch-fränkische Bauernkrieg, VI. Der thüringische, elsassische und östreichische Bauernkrieg, VII. Die Folgen des Bauernkriegs, Namenregister, Sachregister, Fremdwörterverzeichnis und Erklärungen, Verzeichnis der Illustrationen.
- 17 W. I. Lenin:  Staat und Revolution. 1950
- 18 Dialektik der Natur.  Engels, Friedrich. 1952
- 19 Mehring, Franz: Deutsche Geschichte vom Ausgange des Mittelalters # Deutsche Geschichte vom Ausgange des Mittelalters. Ein Leitfaden für Lehrende und Lernende. 6. Auflage 1952
- 20 Zur Geschichte der bolschewistischen Organisationen in Transkaukasien. Beria, L[awrenti], 1950  Vortrag gehalten in der Aktivistenversammlung der Parteiorganisation von Tblissi am 21. und 22. Juli 1935. Neue, erweiterte Ausgabe. Illustr. OHlwdbd. (Ecken etwas beschabt). 255 SS. Sprache: Deutsch, Erste Ausgabe dieser Fassung. - Bücherei des Marxismus-Leninismus Band 20. - Die Geschichte der Arbeiterbewegungen von 1897 bis 1924 aus der Sicht des NKWD-Vorsitzenden (später KGB), der nach Stalins Tod erschossen wurde. Die erste deutsche Ausgabe erschien 1940 in Moskau, hier in der erweiterten Fassung, die jetzt auch eine Chronik der Verhaftungen, Verbannungen und Fluchten Stalins enthält.
- 20 Kritik des Gothaer Programms. Karl Marx. Mit Schriften u. Briefen von Marx, Engels u. Lenin zu d. Programmen d. dt. Sozialdemokratie, Programmdokumente. Marx, Karl. 1955
- 21 Der Marxismus und die nationale und koloniale Frage: Eine Sammlung ausgewählter Aufsätze und Reden. Josef Wissarionowitsch Stalin. 1952
- 22 Über kommunistische Erziehung und militärische Pflicht. Ausgewählte Reden und Aufsätze. M. L. Kalinin. 1950 # 1951: 4. Aufl. 339 S. Inhalt: Aus der Rede auf dem VII. Kongreß des Leninschen Kommunistischen Jugendverbandes der Sowjetunion am 11. März 1926, Schule und Leben. Aus einer Rede vor den Absolventen der Swerdlow-Universitat am 30. Mai 1926, Werdet allseitig entwickelte Menschen. Aus der Rede auf einer Aktivberatung des Kommunistischen Jugendverbandes von Dnjepropetrowsk im Mai 1934, Aus dem Artikel Der ruhmreiche Weg des Kommunistischen Jugendverbandes" Zum zwanzigjährigen Jubiläum des Leninschen Kommunistischen Jugendverbandes der Sowjetunion im Oktober 1938, Rede in einer von der Redaktion der Lehrerzeitung" einberufenen Beratung der besten Stadt- und Landschullehrer am 28. Dezember 1938, Rede auf einem Festabend zu Ehren mit Orden ausgezeichneter Dorfschullehrer am 8. Juli 1939, Rede in einer Beratung von Schülern der achten, neunten und zehnten Klassen der Mittelschulen im Moskauer Baumann-Stadtbezirk am 7. April 1940, Rede in einer Beratung des Zentralkomitees des Leninschen Kommunistischen Jugendverbandes der Sowjetunion mit den Gebietssekretären des Jugendverbandes für die Arbeit unter der Schuljugend und den Jungpionieren am 8. Mai 1940, Über kommunistische Erziehung. Vortrag auf einer Versammlung der Moskauer Parteifunktionäre am 2. Oktober 1940, Rede in einer Versammlung von Schülern der achten, neunten und zehnten Klassen der Mittelschulen im Moskauer Lenin-Stadtbezirk am 17. April 1941, Alles für den Sieg über den Feind! Aus der Rede auf einer Versammlung der Funktionäre des Kommunistischen Jugendverbandes der Stadt Kuibyschew am 12. November 1941, Aus der Rede in einer Beratung von Sekretären der Dorforganisationen des Kommunistischen Jugendverbandes des Moskauer Gebiets am 26. Februar 1942, Einige Fragen der Massenarbeit der Partei. Rede in einer Beratung der Parteifunktionäre der Moskauer Betriebe am 21. April 1942. Über einige Fragen der Agitation und Propaganda. Rede in einer Beratung der Gebietssekretäre für Propaganda des Kommunistischen Jugendverbandes am 28. September 1942, Kampfaufgaben der Jungkommunisten in den Kollektivwirtschaften. Rede bei einem Empfang führender jungkommunistischer Kollektivbauern am 8. Oktober 1942, Unterredung M. I. Kalinins mit Funktionären der staatlichen Arbeitsreserven und der Organisationen des Kommunistischen Jugendverbandes in den Gewerbe-, Eisenbahner- und Betriebsschulen am 23. Oktober 1942, Rede in der Festversammlung der Schüler und Angestellten der Gewerbe-, Eisenbahner- und Betriebsschulen Moskaus anläßlich des 25. Jahrestages der Großen Sozialistischen Oktoberrevolution am 2. November 1942, Vorwort zu dem Buch Der Kommunistische Jugendverband in den Kämpfen für die Heimat" , Das Wort des Agitators an der Front. Rede bei einer Besprechung mit Frontagitatoren am 28. April 1943, Eine brüderliche Kampfgemeinschaft. Rede gelegentlich einer Besprechung mit Frontagitatoren, die unter Kämpfern nichtrussischer Nationalität tätig sind, am 4. August 1943, Der Kampfgefährte der bolschewistischen Partei. Zum fünfundzwanzigjährigen Jubiläum des Leninschen Kommunistischen Jugendverbandes der Sowjetunion im Oktober 1943, Einige Worte über Propaganda und Agitation. Rede in einer Beratung der Sekretäre der Moskauer Parteiorganisationen am 12. Januar 1944, Aus dem Aufsatz Die Macht des Sowjetstaates" im April 1944, Einige Bemerkungen über die Erziehung des jungkommunistischen Kriegers. Rede bei einem Empfang von Funktionären des Kornmunistischen Jugendverbandes in der Roten Armee am 15. Mai 1944, Vom moralischen Antlitz unseres Volkes. Artikel in Nr. l der Zeitschrift Bolschewik" vom Januar 1945, Rede anläßlich der Überreichung von Orden der UdSSR an die Zeitungen Komsomolskaja Prawda" und Pionerskaja Prawda" am 11. Juli 1945, Organisiertheit und Kultur die Grundlage der jungkommunistischen Arbeit. Rede in einer Beratung von Sekretären der Organisationen des Kommunistischen Jugendverbandes in den Kollektivwirtschaften des Moskauer Gebietes am 12. Juli 1945, Die ruhmreichen Töchter des Sowjetvolkes. Rede bei einem Empfang von Mädchen., die aus der Roten Armee und der Kriegsmarine demobilisiert wurden, im Zentralkomitee, des Leninschen Kommunistischen Jugendverbandes der Sowjetunion am 26. Juli, Über den Unterricht in den Grundlagen des Marxismus-Leninismus an den Hochschulen. Rede auf einer Versammlung der Studenten und Professoren der Parteihochschule beim. Zentralkomitee der Kommunistischen Partei der Sowjetunion (Bolschewiki) am 31. August 1945, Hede in der Festsitzung des XIV. Plenums des Zentralkomitees des Leninschen Kommunistischen Jugendverbandes der Sowjetunion am 28. November 1945.
- 23 Die Klassenkämpfe in Frankreich : 1848 bis 1850. Karl Marx. 1951
- 24 Was sind die Volksfreunde und wie kämpfen sie gegen die Sozialdemokraten? : Antwort auf d. gegen d. Marxisten gerichteten Artikel d. "Russkoje Bogatstwo" / W. I. Lenin. 1950
- 25 Die Lessing-Legende. Zur Geschichte und Kritik des preussischen Despotismus und der klassischen Literatur. Mehring, Franz. 1953
- 26 Über den Kampf um den Frieden. Lenin, Vladimir I. 1950 # 1951: Inhalt: Vorwort zur zweiten Ausgabe, Der streitbare Militarismus und die antimilitaristische Taktik der Sozialdemokratie, Lage und Aufgaben der sozialistischen Internationale, Über den Nationalstolz der Großrussen, Konferenz der Auslandssektionen der SDAPR, Resolutionen der Konferenz: Über den Charakter des Kriegs, Über die Losung der Vaterlandsverteidigung" , Die Losungen der revolutionären Sozialdemokratie, Der Opportunismus und der Zusammenbruch der II. Internationale Die III. Internationale, Der Pazifismus und die Friedenslosung, Die Niederlage der Zarenmonarchie, Verhältnis zu anderen Parteien und Gruppen ; Über die Niederlage der eigenen Regierung im imperialistischen Kriege, Die Frage des Friedens, Über die Losung der Vereinigten Staaten von Europa, An die Internationale Sozialistische Kommission (ISK) Ein erster Schritt, Entwurf eines Beschlusses über die Einberufung der zweiten sozialistischen Konferenz, Zur Konferenz am 24. April 1916. Vorschläge der Delegation, Vorschläge des Zentralkomitees der SDAPR an die zweite sozialistische Konferenz, Das Militärprogramm, der proletarischen Revolution, An die Arbeiter, die den Kampf gegen den Krieg und gegen die auf die Seite ihrer Regierungen übergegangenen Sozialisten unterstützen, Eine Wendung in der Weltpolitik, Briefe aus der Ferne, Erster Brief: Die erste Etappe der ersten Revolution, Aufruf an die Soldaten aller kriegführenden Länder, VII. Allrussische Konferenz (Aprilkonferenz) der SDAPR (Bolschewiki) 24.-29. April (7-12. Mai) 1917, Resolution über den Krieg, Erster Allrussischer Kongreß der Sowjets der Arbeiter- und Soldatendeputierten, 5-24. Juni (16. Juni-7. Juli) 1917, Rede über die Stellung zur Provisorischen Regierung am 4.(17.) Juni 1917, An die Arbeiter, Bauern und Soldaten, Der Zweite Allrussische Kongreß der Sowjets der Arbeiter- und Soldatendeputierten, 25.-26. Oktober (7-8. November) 1917, 1. An die Arbeiter, Soldaten und Bauern! 2. Rede über den Frieden am 26. Oktober (8. November) 1917, Dekret über den Frieden, 3. Schlußwort zur Rede über den Frieden am 26. Oktober (8. November) 1917, Funkspruch des Rates der Volkskommissare vom 50. Oktober (12. November) 1917, Zur Geschichte der Frage des unglücklichen Friedens, Thesen über den sofortigen Abschluß eines annexionistischen Separatfriedens, Das sozialistische Vaterland in Gefahr! Eine ernste Lehre und eine ernste Verantwortung, Brief an die amerikanischen Arbeiter, Antwort auf die Fragen eines amerikanischen Journalisten, Antwort auf die Fragen des Korrespondenten der amerikanischen Zeitung The Chicago Daily News" , VIII. Allrussische Konferenz der KPR (B) 2-4. Dezember 1919, Entwurf einer Resolution zur Frage der internationalen Politik, Antwort auf die Fragen des Korrespondenten der amerikanischen Zeitung New York Evening Journal" , Antwort auf die Fragen des Korrespondenten der englischen Zeitung Daily Express" , Der IX. Parteitag der KPR (B) vom 29. März bis 5. April 1920, Aus dem Bericht des Zentralkomitees am 29. März 1920, Bericht über die internationale Lage und die Hauptaufgaben der Kommunistischen Internationale auf dem II. Kongreß der KI am 19. Juli 1920, Zum vierten Jahrestag der Oktoberrevolution, Über die internationale und die innere Lage der Sowjetrepublik, Rede in der Sitzung der Kommunistischen Fraktion des Allrussischen Verbandstages der Metallarbeiter, 8. März 1922, Notizen zur Frage der Aufgaben unserer Delegation im Haag, Aus: Lieber weniger, aber besser, Anmerkungen, Illustrationen: Titelbild: Wladimir Iljitsch Lenin, Einberufung der zweiten internationalen sozialistischen Konferenz vor, Dekret über den Frieden, Brief an die amerikanischen Arbeiter, W. I. Lenin im Jahre 1919.
- 27 Das Agrarprogramm der Sozialdemokratie in der ersten russischen Revolution von 1905-1907. Lenin, Wladimir I. 1950
- 28 Lenin Wladimir Iljitsch. Ein kurzer Abriss seines Lebens und Wirkens. 1951
- 29 Die deutsche Ideologie. Kritik der neuesten deutschen Philosophie in ihren Repräsentanten, Feuerbach, B. Bauer und Stirner, und des deutschen Sozialismus in seinen verschiedenen Propheten. Marx, Karl und Friedrich Engels. 1953
- 30 Die Lage der arbeitenden Klasse in England : Nach eigner Anschauung u. authent. Quellen / Friedrich Engels. 1952
- 31 Ein Schritt vorwärts, zwei Schritte zurück : Die Krise in unserer Partei / W. I. Lenin. 1951
- 32 Die proletarische Revolution und der Renegat Kautsky;  Wladimir Iljitsch Lenin. 1951
- 33 Briefe an Kugelmann. Karl Marx. Mit d. Vorw. zur russischen Ausg. von 1907 Von W. I. Lenin. Marx, Karl und Wladimir Iljitsch Lenin. 1952
- 34 Über die Pariser Kommune: Ein Sammelband / W. I. Lenin. 1952
- 35 Zur Geschichte und Sprache der deutschen Frühzeit. Ein Sammelband. Engels, Friedrich.1952 Inhalt: Vorbemerkung, Zur Geschichte der Urgermanen I: 1. Die Gens bei den Deutschen, 2. Die Staatsbildung der Deutschen, Zur Geschichte der Urgermanen II: 1. Cäsar und Tacitus, 2. Die ersten Kämpfe mit den Römern, 3. Fortschritte in der Zeit bis zur Völkerwanderung 4. Die deutschen Stämme., Fränkische Zeit: 1. Die Umwälzung der Grundbesitzverhältnisse unter Merowingern und Karolingern, 2. Gau- und Heerverfassung, 3. Der fränkische Dialekt, Die Mark: 1. Über die Schrift Die Mark" , 2. Die Mark, Anhang: Aus Schriften und Briefen von Marx und Engels: 1. Karl Marx: Über die Berechnung eines Morgens Land bei den alten Germanen, 2. Karl Marx: Über das Produkt und Mehrprodukt der großen Güter bei der Naturalwirtschaft , 3. Marx an Engels 14. [März] 1868, 4. Marx an Engels 25. März 1868, 5. Marx an Engels 26. November 1869, 6. Marx an Vera Sassulitsch (Aus zwei Briefentwürfen) 8. März 1881, 7. Engels an Bebel 23. September 1882, 8. Engels an Marx 22. November 1882, 9. Engels an Marx 8. Dezember 1882, 10. Engels an Bebel 22. Dezember 1882, Register, Quellen- und Literaturhinweise, Personenverzeichnis, Verzeichnis geographischer Namen, Fremdworterklärung, Beilagen: Francia in der Epoche der Karolinger, Schema der Wohnsitze der Germanen, Schema der deutschen Mundarten, Reymannsche topographische Spezialkarte
- 36 Enthüllungen über den Kommunistenprozess zu Köln. Karl Marx. Mit Einl. von Friedrich Engels u. Dokumenten / Marx, Karl und Friedrich (Mitwirkender) Engels. 1952
- 37 Historische Aufsätze zur Preußisch-Deutschen Geschichte. Mehring, Franz. 1952
- 38 Herr Vogt / Karl Marx. Mit Originaldokumenten von Marx u. Engels im Anh. 1953
- 39 Der achtzehnte Brumaire des Louis Bonaparte. Marx, Karl. 1953
- 40 Der "linke Radikalismus", die Kinderkrankheit im Kommunismus. W. I. Lenin. 1943
- 41 Die heilige Familie und andere philosophische Frühschriften. Marx, Karl und Friedrich Engels. 1953
- 42 Kleine ökonomische Schriften: Ein Sammelbd. Karl Marx; Friedrich Engels. Besorgt vom Marx-Engels-Lenin-Stalin-Institut beim ZK der SED. 1955
- 43 Über den Kampf um den Frieden : Eine Sammlung ausgew. Aufsätze u. Reden. J. W. Stalin. Besorgt vom Marx-Engels-Lenin-Stalin-Institut beim ZK der SED. 1954
- 44 (N. Beltow), Zur Frage der Entwicklung der monistischen Geschichtsauffassung. G. W. Plechanow. 1956
- 45 Die Agrarfrage und die "Marxkritiker" / W. I. Lenin. 1954
- 46 Über China: Das Eindringen d. engl. Kapitalismus in China / Karl Marx. Besorgt vom Marx-Engels-Lenin-Stalin-Inst. beim ZK d. SED. 1955
- 47 Zu Fragen der Landwirtschaft. Eine Sammlung ausgewählter Aufsätze und Reden. Lenin, Wladimir I. und Josef Stalin 1955
- 48 Zu Fragen der sozialistischen Industrie. Eine Sammlung ausgewählter Aufsätze u. Reden / Stalin. Besorgt vom Marx-Engels-Lenin-Stalin-Institut beim ZK der SED. 1055
- 49  Der deutsch-französische Krieg 1870/71 : 60 Artikel aus d. "Pall Mall Gazette". Friedrich Engels. 1957
- 50 Marx - Engels - Marxismus. Grundsätzliches aus Reden und Schriften. W. I. Lenin. 1957
- 51 Grundprobleme des Marxismus  Plechanow, G. W. 1958
- 52 Das Jahr 1917 : Eine Sammlung ausgew. Aufsätze u. Reden / W. I. Lenin. 1957
- 53 Beiträge zur Geschichte des Materialismus : Holbach, Helvetius [u.] Marx / G. W. Plechanow. 1957
- 54 Über proletarischen Internationalismus. Marx, Engels, Lenin. 1959
- 55 Marxismus und Staat. Hrsg. v. Institut für Marxismus-Leninismus beim ZK der SED.  LENIN, W. I. (= Wladimir Iljitsch). 1960
- 56 Über Kunst und Literatur : Aufsätze, Reden, Aussprüche / M. I. Kalinin.  Kalinin, Michail Ivanovic. 1960
- 57 Über die nationale und die koloniale nationale Frage: Eine Samml. ausgew. Aufsätze u. Reden / W. I. Lenin. [Die Übers. fusst überwiegend auf bereits dt. erschienenen Texten]. 1960
- 58 Über die internationale kommunistische und Arbeiterbewegung : Eine Sammlung ausgew. Aufsätze, Reden u. Briefe. W. I. Lenin. 1961
- 59 Die Arbeit des sozialistischen Staatsapparates : Reden u. Aufsätze / M. I. Kalinin. Voprosy sovetskogo stroitel'stva (dt.). 1961
- 60 Über das Bündnis der Arbeiterklasse mit der werktätigen Bauernschaft. Eine Sammlung ausgewählter Aufsätze und Reden.  W. I. Lenin. 1961
- 61
- 62 Briefwechsel mit Wilhelm Bracke : (1869 - 1880) / Karl Marx ; Friedrich Engels. [Im Auftr. d. Instituts f. Marxismus-Leninismus beim ZK d. SED hrsg. u. eingel. von Heinrich Gemkow]. 1963
- 63 Über die Heranziehung der Massen zur Leitung des Staates : Eine Sammlung ausgew. Aufsätze u. Reden. W. I. Lenin 1964
- 64 Über die Normen des Parteilebens und die Prinzipien der Parteiführung: Eine Sammlung ausgew. Aufsätze u. Reden. W. I. Lenin. 1964